# We Can't Dance
We Can't Dance je čtrnácté studiové album britské skupiny Genesis. Jeho nahrávání probíhalo od března do září 1991 ve studiu The Farm v Surrey v Anglii. Album produkovali členové skupiny Genesis spolu s Nickem Davisem. Album vyšlo v listopadu 1991 u vydavatelství Atlantic Records v USA a Virgin Records v Evropě. Vyšlo jako CD, audiokazeta nebo dvojité LP. Jde o poslední studiové album skupiny, na kterém se podílel Phil Collins.

## Seznam skladeb
Autory všech skladeb jsou Tony Banks, Phil Collins a Mike Rutherford.
| Pořadí         | Název                    | Délka |
| -------------- | ------------------------ | ----- |
| 1.             | No Son of Mine           | 6:39  |
| 2.             | Jesus He Knows Me        | 4:16  |
| 3.             | Driving the Last Spike   | 10:08 |
| 4.             | I Can't Dance            | 4:01  |
| 5.             | Never a Time             | 3:50  |
| 6.             | Dreaming While You Sleep | 7:16  |
| 7.             | Tell Me Why              | 4:58  |
| 8.             | Living Forever           | 5:41  |
| 9.             | Hold on My Heart         | 4:37  |
| 10.            | Way of the World         | 5:38  |
| 11.            | Since I Lost You         | 4:09  |
| 12.            | Fading Lights            | 10:16 |
| Celková délka: | Celková délka:           | 71:30 |

## Obsazení
- Phil Collins – bicí, perkuse, zpěv
- Mike Rutherford – kytara, baskytara, zpěv
- Tony Banks – klávesy, zpěv